# 漂着物

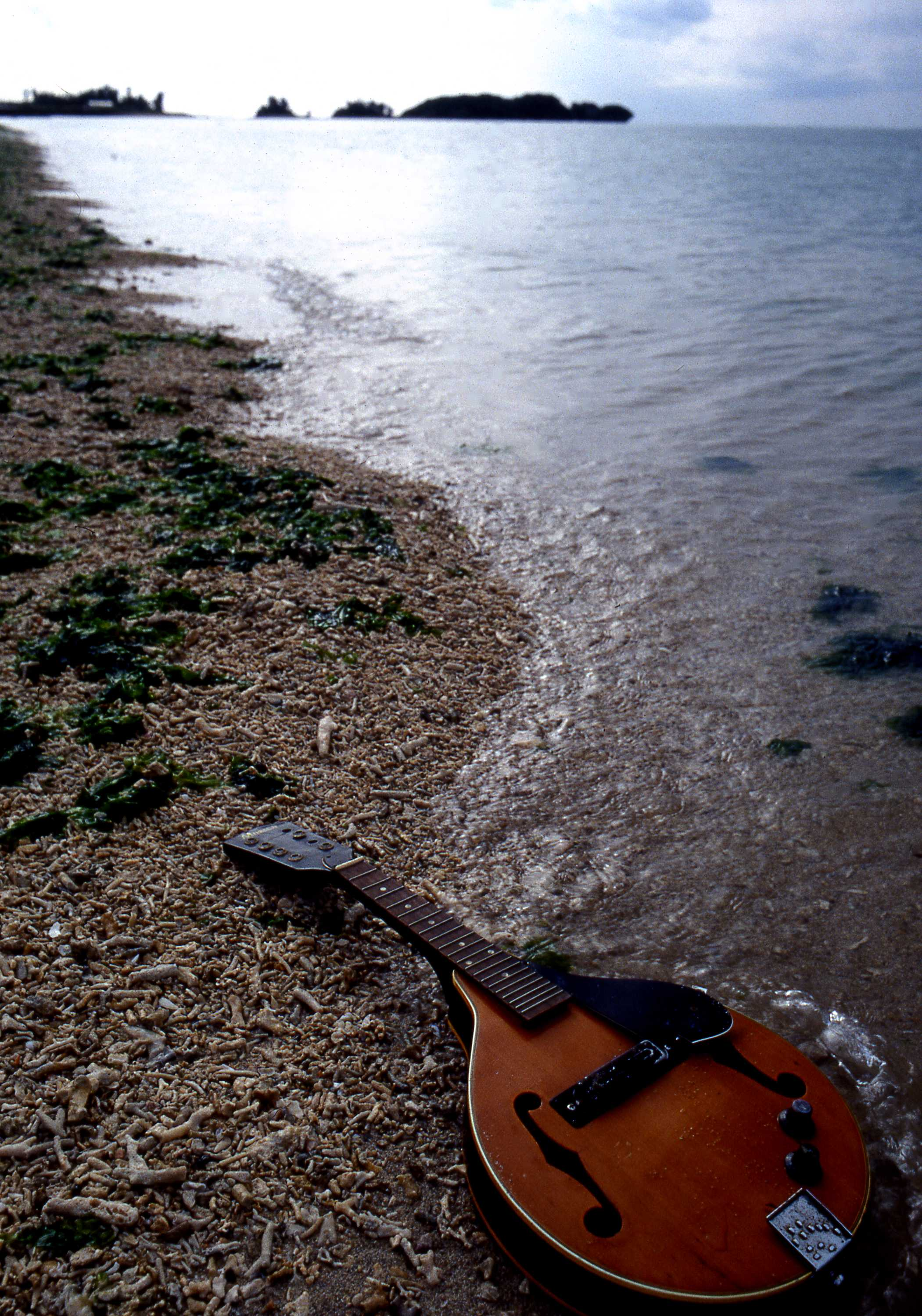
糸満海岸のマンドリン

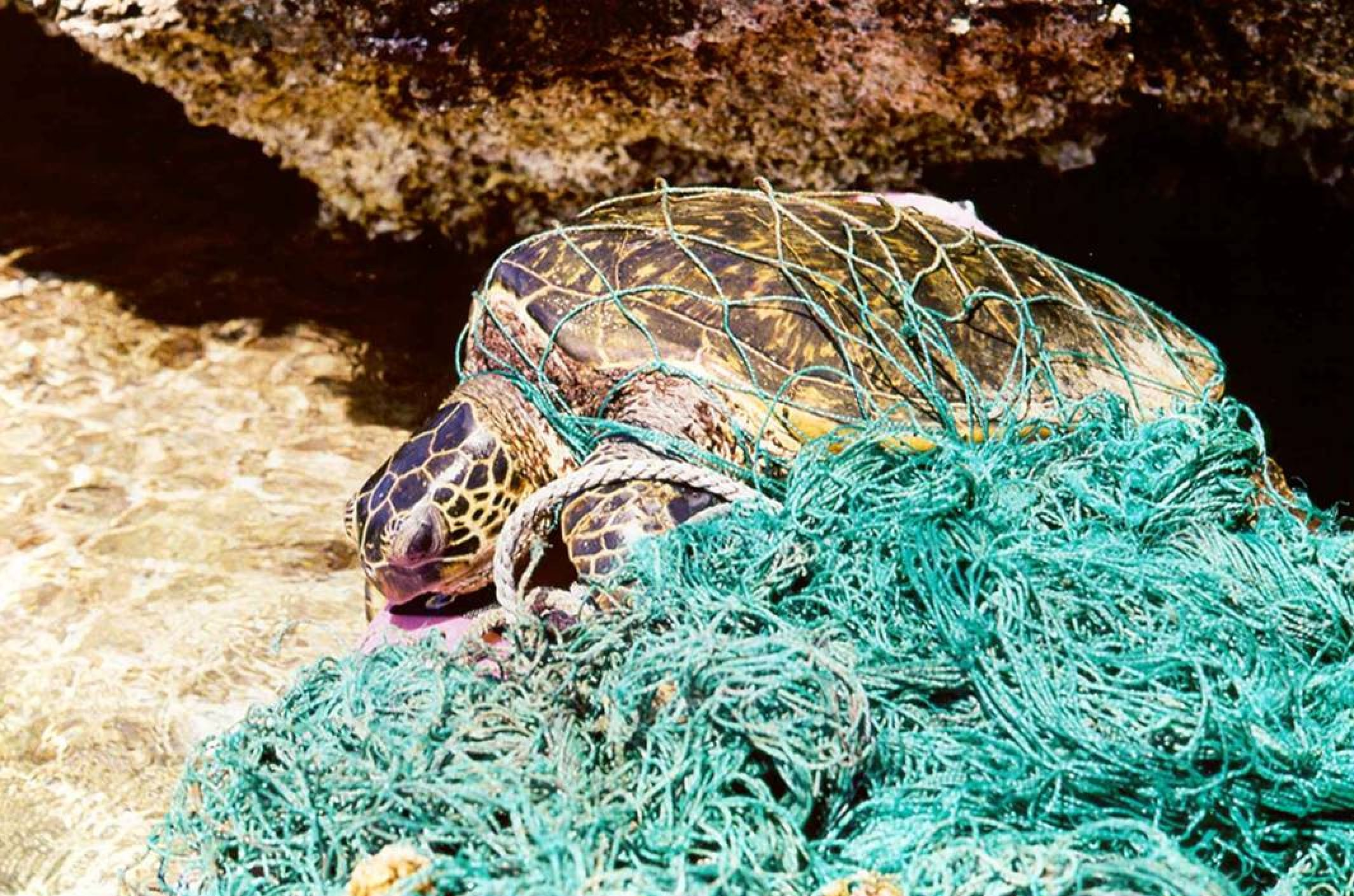
ゴーストネット（廃漁網）に絡まったウミガメ

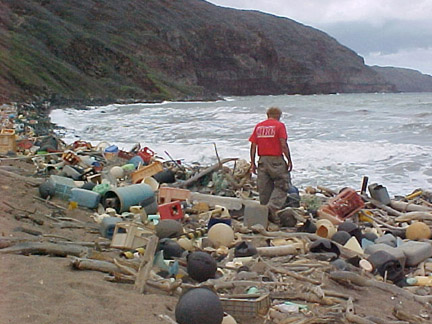
ハワイの砂浜

漂着物（ひょうちゃくぶつ）とは、海流・潮流・風・波などによって、漂流物が海辺に打ち上げられ漂着した物の総称である。
その内容は多彩を極め、利用価値が無い漂着物は漂着ごみ等と呼ばれ処分されるが、ときに観察や蒐集の対象となることもある。
近世以前の日本では、寄物（船の場合は寄船、漂流船は流船）と呼んだ。

## 概要
日本は四方を海に囲まれていることもあって、古来から漂着物には大変恵まれている。漂着物は時代や場所とともにその内容を変える。漂着物を観察し、あるいは吟味することは、その場所やその時代を知る上での意味ある行為である。

## さまざまな漂着物
漂着物には、大きく分けて自然物と人工物があり、自然物でもっとも一般的に見られ、またイメージされるものとしては木がある。その形や大小はまちまちながら、それゆえ漂着物の中でも面白く人気がある。また、長期間にわたって漂流し、あるいは波に揉まれるため、自然の侵食により、そのままで見事な造形品に仕上がっていることもある。
人工物では、プラスティック、ビニール類が多くペットボトルが圧倒的に多い。また、日本海側の海岸では朝鮮半島や中国からの漂着物が多く、太平洋側とは大きく異なっている。

### 漂着物と日本の法律の扱い

#### 自然物
その場にある石や砂は、自然公園法や海岸法が扱う。海藻等は漁業法、サンゴなどは自然公園法が扱う。流木・貝殻・木の実などは海岸法が扱う。漂着した動物などは、水産資源保護法などで水産庁や漁協や警察などの判断を仰ぐため触ってはいけない。
- 植物（流木、木の実、海草）
- 生物（貝・魚・ヒトデ・サンゴ）
- 軽石
- 琥珀、龍涎香
- 動物の死骸、骨
- 人間の死骸[2]

#### 人工物
無価物については、廃棄物の扱いとなる。警察などに届けて無主物となった場合は、無主物先占によって、拾った人の物となる。有価物の扱いは、遺失物法、水難救護法によって判断される。麻薬や銃刀法などの危険物は警察などが取り扱う。
- 難破船
- 漁具（魚網など）、釣具
- 空き缶、ペットボトル、発泡スチロール
- 医療廃棄物（注射器・浣腸器等）
- ラジオゾンデ
- 機雷（湧別機雷事故、名立機雷爆発事件を参照）
- タールボール（英語版） ‐ 揮発成分が揮発した後の石油由来の環境汚染物質[3][4]。
- 照明弾[5]、照明弾に使用される白リンは琥珀と間違えられ自然発火が起きて火傷する事故も起きる[6]。
- 玩具（大量に流失したラバー・ダックなどが海流調査に活用された例がある。フレンドリーフロート（英語版）を参照）

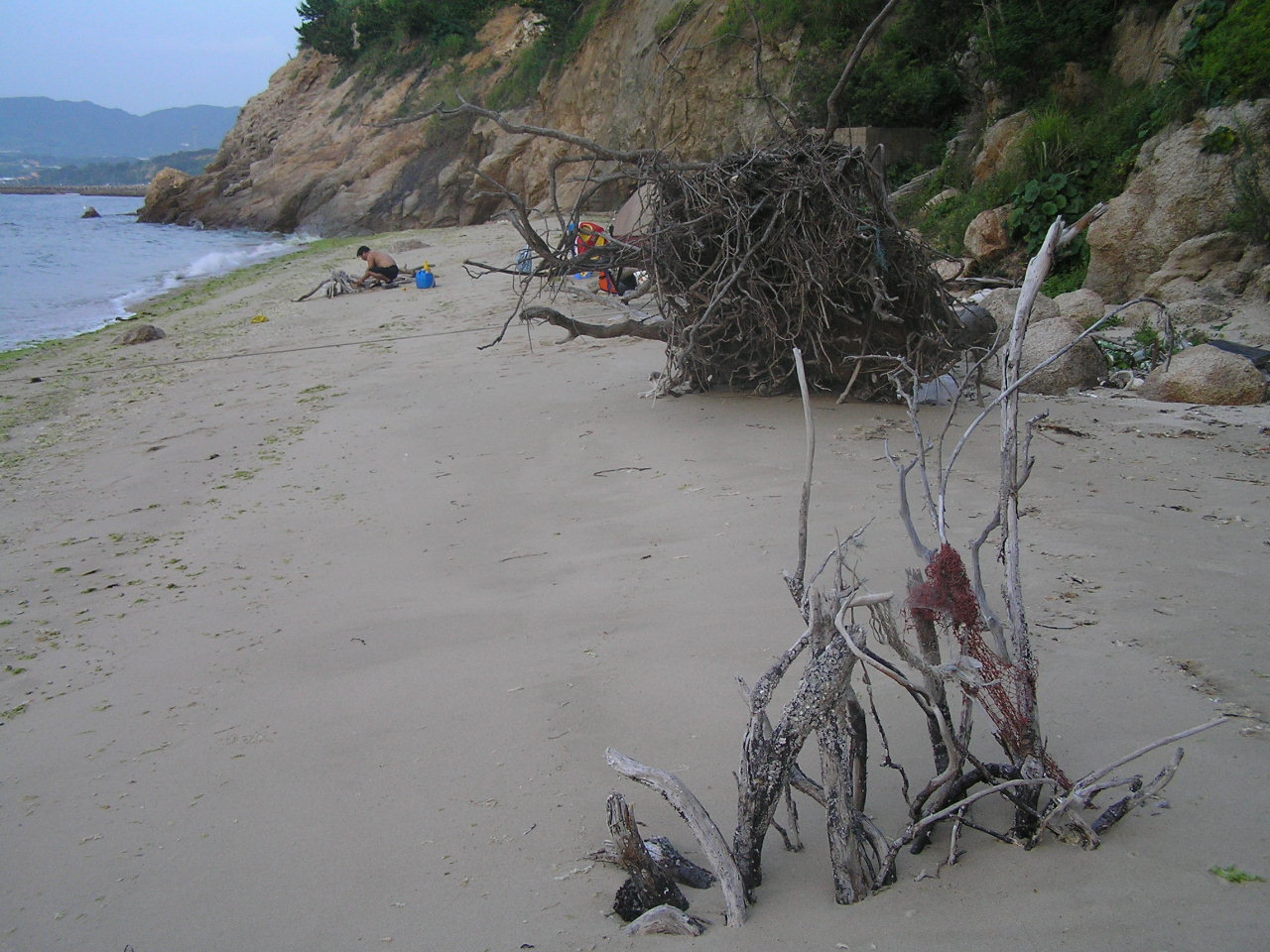
淡路江井崎の流木
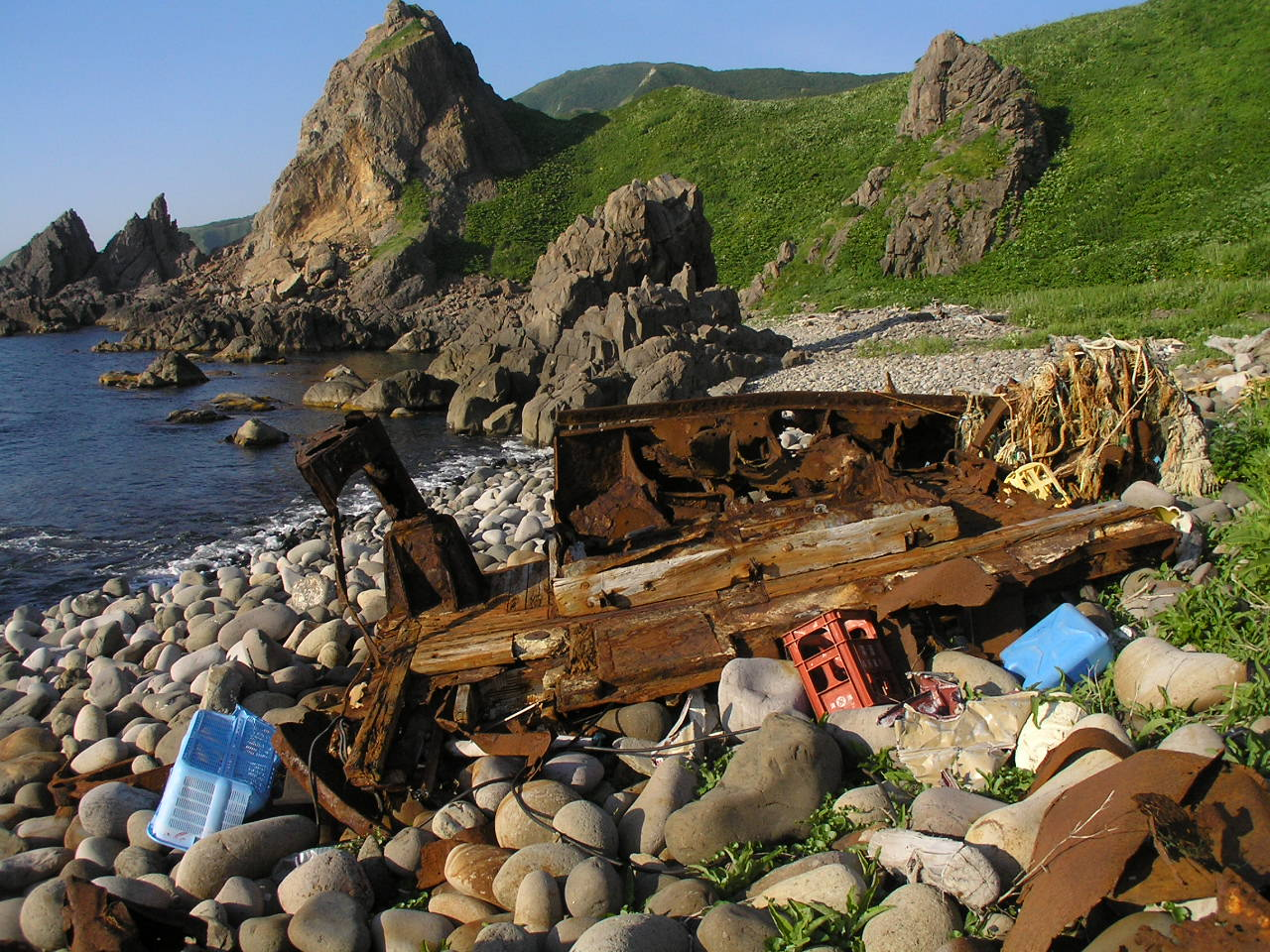
積丹半島西の河原の難破船
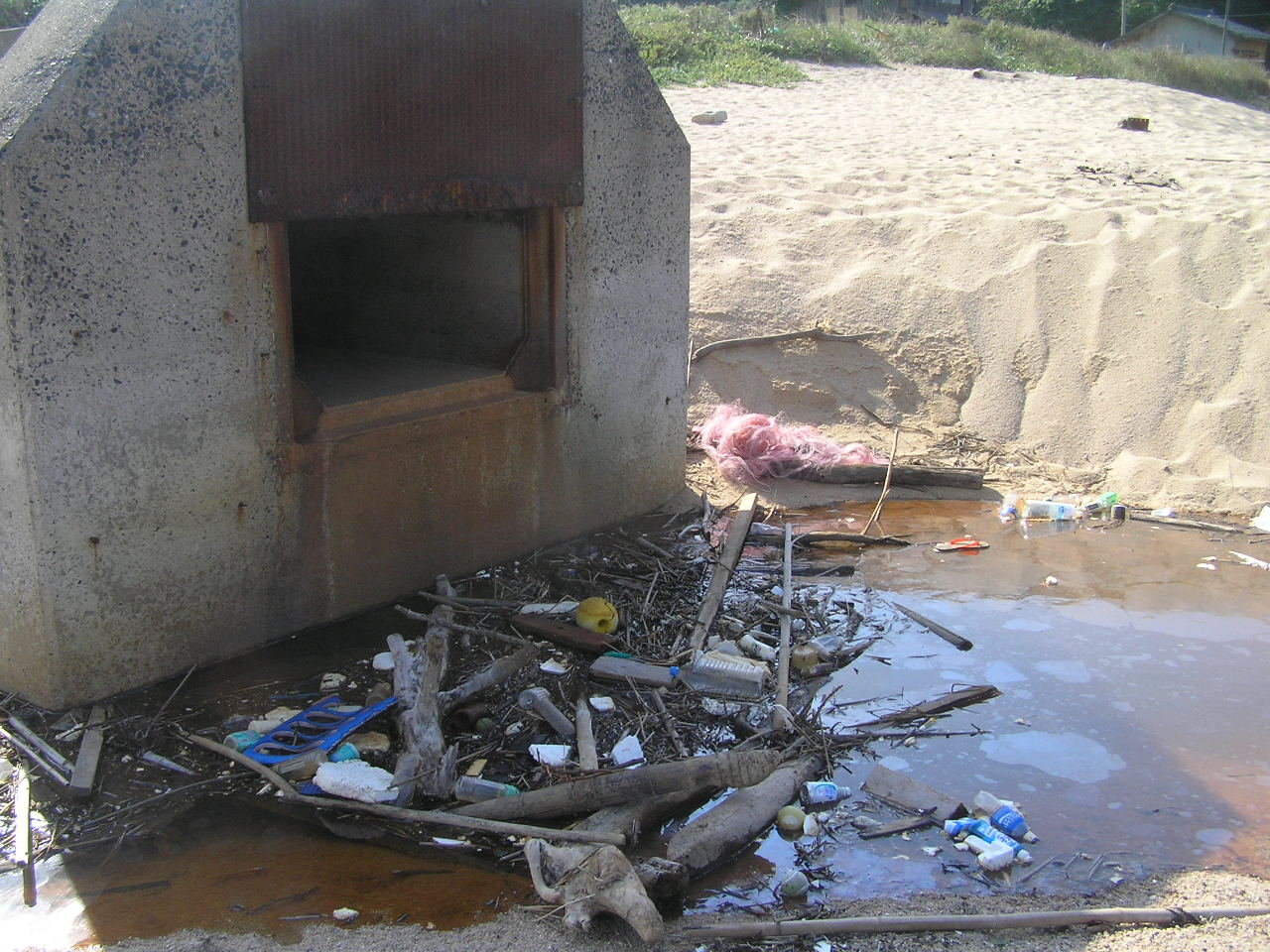
京都府島影の漂流物
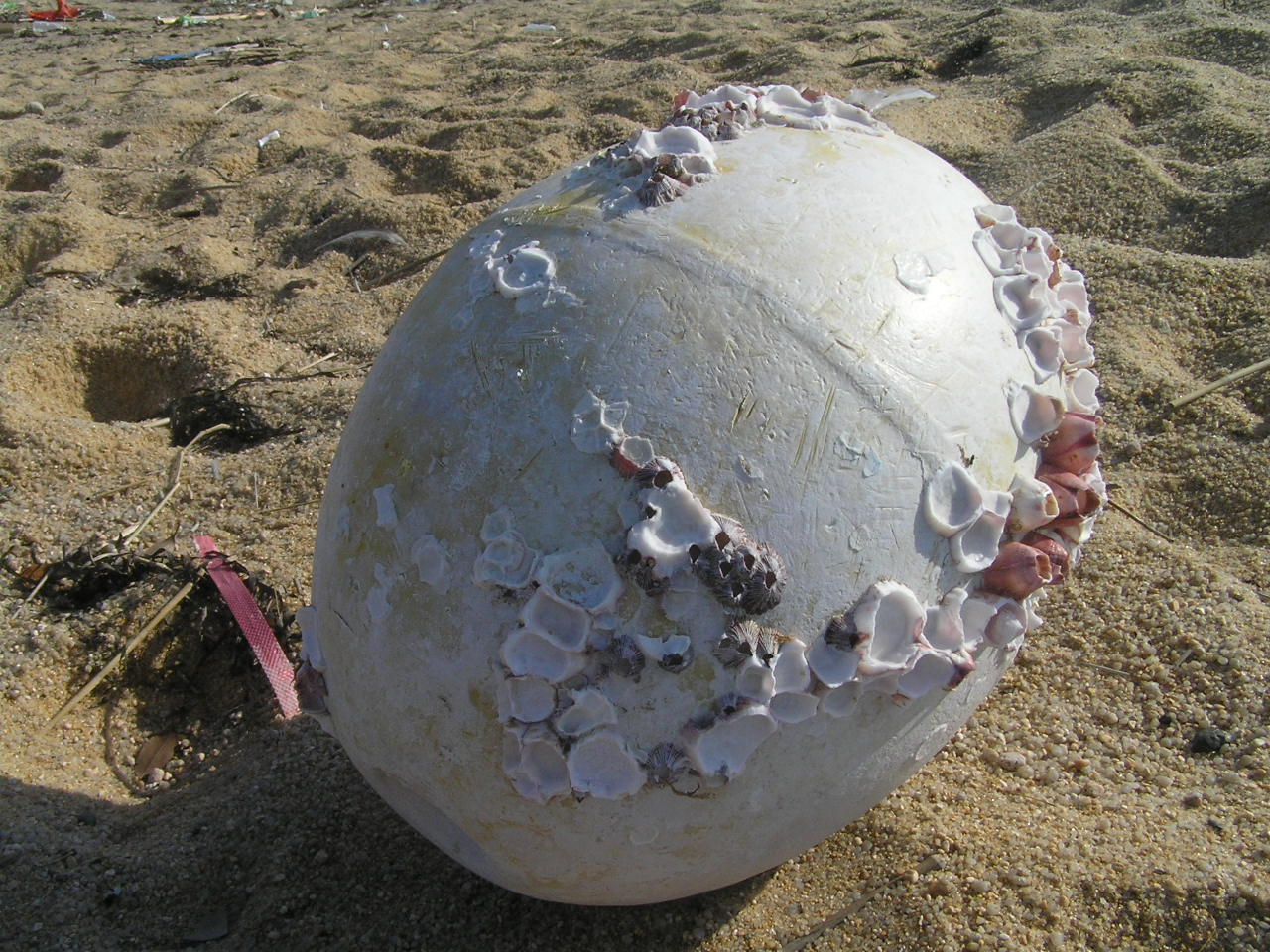
ブイ

## 漂着種子

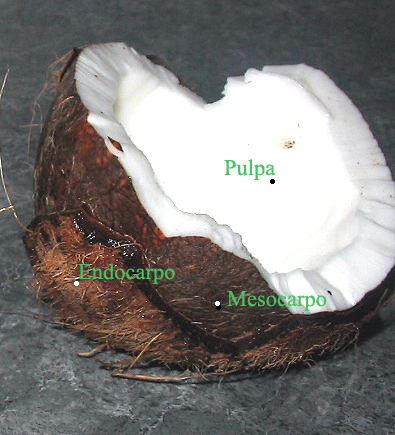
ココヤシの実

漂着物の中に植物の果実や種子等の散布体が混じり、漂着後発芽する場合がある。このような種子を漂着種子と言う。さらに海流による散布のための適応を持つような種子を海流散布種子、その植物を海流散布植物と呼ぶ。これは植物の重要な繁殖戦略の1つである。熱帯系の植物に多く、上述の島崎藤村の「椰子の実」に歌われたココヤシもその代表的な例である。漂着種子は、種子を保護するため果肉や種皮が厚い、海水に浮くため繊維層を持つなどの特徴を持つ。またヒルギ科等の胎生種子も漂着種子の例である。動物の場合も漂着から分布を拡大する例があると考えられ、海流による分散は動物の分布に大きな意味を持つ。
漂着種子をつくる植物
- ヤシ科 - ココヤシなど
- サガリバナ科 - ゴバンノアシ、サガリバナ
- アオイ科 - サキシマスオウノキ
- マメ科 - クロヨナ、イソフジ
- ヒルギ科 - オヒルギ、メヒルギ
- ハスノハギリ科 - ハスノハギリ

## 法律（所有権、処分時の管轄）
漂着船の中に死体や病人がいた場合は、行旅病人及行旅死亡人取扱法にて対応が決められている。
物の場合は、海洋法に関する国際連合条約にて、沿岸国は「海洋環境の保護及び保全」に関する管轄権を有する。
所有権に関しては、水難救護法が制定される前は略奪などが行われてきた。制定後は、一度市町村長に届け出る義務が定められ、告知などを行って所有者を探したうえで、取得者に報酬が支払われる。経済的な価値が無い漂着物に関しては、水難救護法は適用されない。
危険物に関しては、海岸管理者が対応を行う。危険物とは、ガソリンなどの入った引火性液体容器・機雷や不発弾や照明弾などの火薬類・ガスボンベなどの気体燃料・医療系廃棄物・中身が不明な薬品類・動物の死骸・ガラスや金属類である。
2009年7月15日に、海岸の保全と景観保護のための海岸漂着物処理推進法が成立した。